# Sorpe (Röhr)
Die Sorpe ist ein 18,6 km langer, südwestlicher und orographisch linker Zufluss der Röhr im Sauerland im nordrhein-westfälischen Hochsauerlandkreis (Deutschland).

## Name
Das Fließgewässer wurde 1307 („iuxta rivum … Sorpe“) erstmals urkundlich genannt. Die Ausgangsform des Namens dürfte im Altsächsischen *Surapa gelautet haben, womit er zu den -apa-Flüssen gezählt wird. Das Bestimmungswort *Surā könnte mit dem indogermanischen Verb *seu- „auspressen“ in Verbindung stehen.

## Geographie

### Verlauf
Die Sorpe entspringt im Lennegebirge im Naturpark Sauerland-Rothaargebirge. Ihre Quelle liegt in Wildewiese, einem kleinen Ortsteil von Sundern, auf dem Westhang des Schombergs (647,6 m ü. NHN). Anfangs fließt die Sorpe in überwiegend nördlicher Richtung durch die Sunderner Ortsteile Hagen, Allendorf und Amecke in das Vorbecken des Sorpesees (Sorpetalsperre) ein. Kurz nach dem Durchfließen des Sorpesees, wonach die Sorpe durch einen etwa 100 m langen Kanal verläuft, mündet sie etwa am Südrand des Sunderner Ortsteils Hachen in die Röhr.

### Zuflüsse
(Vom Ursprung bis zur Mündung mit Namen, Seite, Länge in Kilometer (km) auf eine Nachkommastelle gerundet, Größe des Einzugsgebiets in Quadratkilometer (km²) und dem mittleren Abfluss in Liter pro Sekunde (l/s), beide auf zwei Nachkommastellen gerundet. Die Namen, die Längen und die Größe des Einzugsgebiets nach dem Topographisches Informationsmanagement. Der mittlere Abfluss nach dem Fachinformationssystem ELWAS des Ministeriums für Umwelt, Naturschutz und Verkehr NRW)
- Malches Siepen (Märkessiepen) (rechts), 0,9 km, 0,88 km², 16,78 l/s
- Schinkensiepen[6] (rechts), 0,5 km[7]
- Rohrsiepen (links), 1,6 km, 0,47 km², 44,43 l/s
- Königswasser (Schlöterbach) (links), 2,9 km, 4,0 km², 70,52 l/s
- Meffke (rechts), 0,9 km, 0,75 km, 12,85 l/s
- Krähe (links), 5,7 km, 8,57 km, 163,47 l/s
- Stockmecke (rechts), 1,8 km, 1,75 km², 32,78 l/s
- Hespe (links), 6,7 km, 9,50 km², 174,45 l/s
- Hermkesiepen (links), 1,3 km, 0,63 km², 10,06 l/s
- Amecker Siepen[8] (links), 1,9 km, 1,24 km, 21,54 l/s
- Tiefer-Heert-Bach (links), 0,6 km[7]
- Flasmecke (links), 3,5 km, 2,92 km², 46,09 l/s

## Natur und Umwelt

### Zustand der Sorpe
Für den Bewirtschaftungsplan für die Wasserrahmenrichtlinie der Europäischen Union (EU) wurde die Sorpe im Auftrag des Ministeriums für Umwelt, Naturschutz, Landwirtschaft und Verbraucherschutz des Landes Nordrhein-Westfalen (MUNLV) untersucht. Dabei wurden die verschiedenen Aspekte der Sorpe bewertet. Es erfolgte bei der Untersuchung eine Einteilung in zwei Bereiche. Der eine Teilbereich ging von der Quelle bis zur Ortschaft Allendorf und der andere Teilbereich von dort bis zur Sorpetalsperre. Der Lauf der Sorpe unterhalb der Talsperre wurde nicht untersucht. Die Sorpe in ihrer Gesamtheit wurde trotz Verbauungen in Hagen, Allendorf und Amecke, wo insbesondere die Ufer künstlich befestigt wurden, als natürlich eingestuft. Die allgemeine Degradation wurde bis Allendorf als mäßig und unterhalb davon als gut bewertet. Die Saprobie bis Allendorf als gut und von dort an als sehr gut eingestuft. Bei Makrozoobenthos (am Gewässerboden lebenden Kleinlebewesen) bis Allendorf als mäßig und unterhalb davon als gut. Die Fischfauna der Röhr wurde nur ab Allendorf untersucht und als mäßig eingestuft. Bei Makrophyten (mit bloßem Auge sichtbare Wasserpflanzen, die unter und an der Wasseroberfläche leben, darunter Armleuchteralgen, Moose und Farne sowie Samenpflanzen wie Laichkräuter) bis Allendorf als gut und von dort an als sehr gut. Bei Phytobenthos (am Gewässerboden lebende Pflanzen, hauptsächlich Algen) als gut ab Allendorf, oberhalb der Ortschaft als mäßig. Hinsichtlich der Belastung der Sorpe mit Nitrat, Metallen und anderen möglicherweise das Gewässer belastenden Stoffen wurde sie als vermutlich gut, gut bis sehr gut eingestuft. Wegen der Verbauungen in den Ortschaften wurde der ökologische Zustand und das Potenzial zur Verbesserung als mäßig eingestuft. Der chemische Zustand der Sorpe wurde am gesamten Flusslauf als gut bewertet.
Im Juni 2018 startete im Bereich Langen Erlen im Mündungsgebiet der Sorpe in die Röhre ein Ganzjahresbeweidungsprojekt mit Dexter-Rindern. In den Vorjahren war der kanalartige Mündungsbereich auf 20 ha renaturiert worden. 11 ha der Renaturierungsfläche wurden in drei Weideflächen aufgeteilt und 1400 Zaunpfähle gesetzt.

### Schutzgebiete
Außerhalb der Sunderner Ortsteile Hagen, Allendorf und Amecke fließt die Sorpe durch mehrere Landschaftsschutzgebiete. Im Landschaftsschutzgebiet Sorpewiesen Lange Erlen mündet die Sorpe in der Röhr.

### Vögel
An der Sorpe wurden bisher Eisvogel, Wasseramsel, Gebirgsstelze und Stockente als Brutvögel nachgewiesen. Als Nahrungsgäste treten Fischreiher und Schwarzstorch auf.